# Gaidropsarus pacificus
A Gaidropsarus pacificus a csontos halak (Osteichthyes) főosztályának sugarasúszójú halak (Actinopterygii) osztályába, ezen belül a tőkehalalakúak (Gadiformes) rendjébe és a Lotidae családjába tartozó faj.

## Előfordulása
A Gaidropsarus pacificus elterjedési területe a Csendes-óceán északnyugati részén van, Japán vizeiben.

## Életmódja
Mérsékelt övi, tengerfenék lakó halfaj. Keveset tudunk erről a halról.

## Felhasználása
Halászatilag nincs értéke.